# Polycentropus domingensis
Polycentropus domingensis är en nattsländeart som beskrevs av Banks 1941. Polycentropus domingensis ingår i släktet Polycentropus och familjen fångstnätnattsländor. Inga underarter finns listade i Catalogue of Life.